# 繩狀青黴菌
繩狀青黴菌（Penicillium funiculosum）是一種能夠感染菠蘿的植物病原體。
繩狀青黴菌可以用來生產Rovabio Excel豬飼料中的分解木聚糖以及葡聚糖，兩種用於養豬的非澱粉聚糖的木聚糖酶以及β-葡聚糖酶。

Funicone，繩狀青黴菌的活性成分

## 外部連結
- Index Fungorum （页面存档备份，存于）
- USDA ARS Fungal Database